# Rachel Goswell

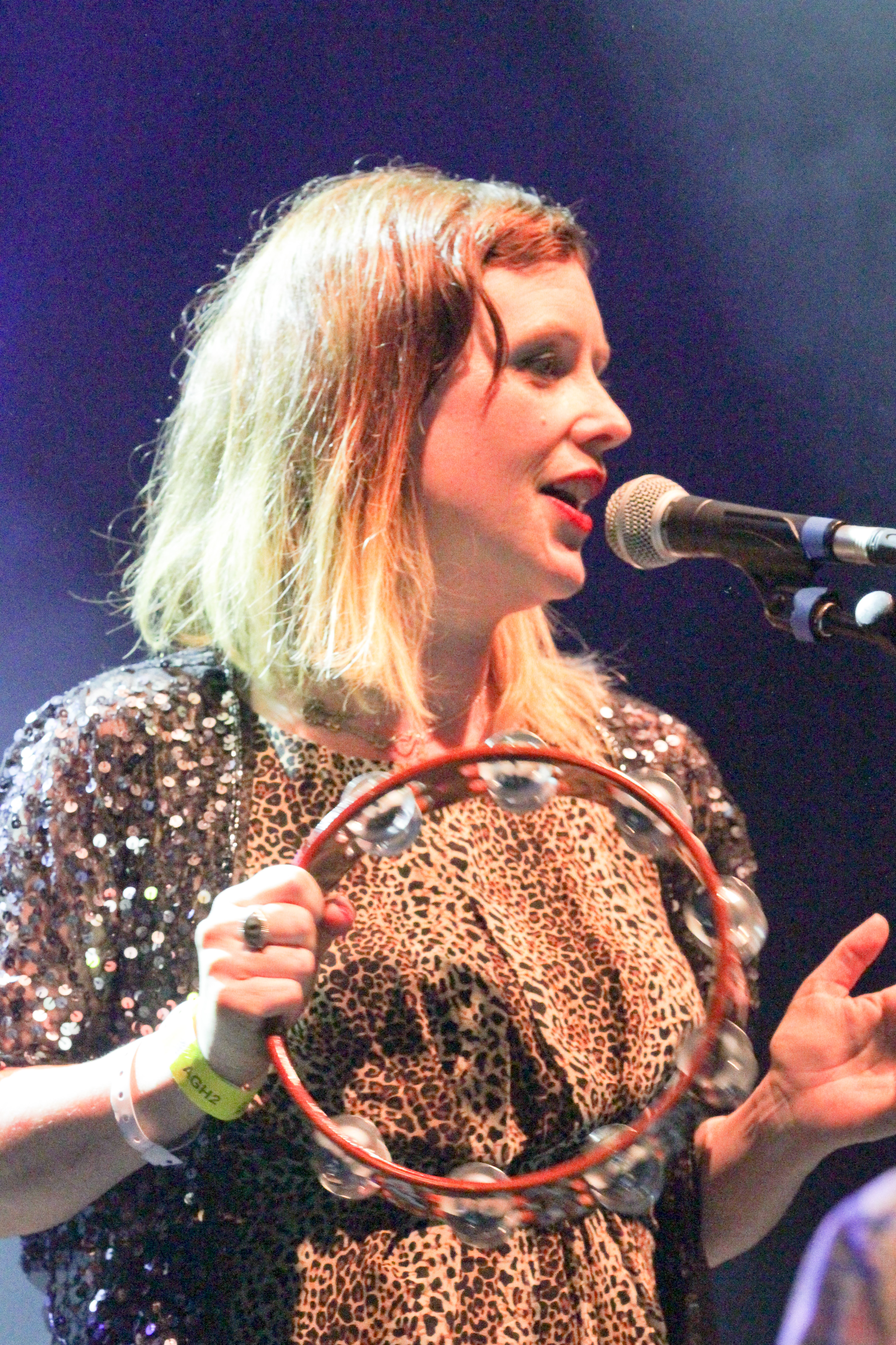
Rachel Goswell (2014)

Rachel Ann Goswell (* 16. Mai 1971 in Fareham) ist eine britische Musikerin.

## Leben
Sie wurde 1989 als Sängerin und Gitarristin der Band Slowdive bekannt. Später gründete sie zusammen mit Neil Halstead, Ian McCutcheon und Simon Rowe die Band Mojave 3.
2004 veröffentlichte sie ein Soloalbum unter dem Titel Waves Are Universal.

## Diskografie

### Alben
- 2004: Waves Are Universal (4AD Records)

### Singles
- 2004: The Sleep Shelter EP
- 2005: Coastline